# Danh sách đô thị tại Ciudad Real

Bản đồ Ciudad Real

Đây là danh sách các đô thị trong tỉnh Ciudad Real thuộc cộng đồng tự trị Castile-La Mancha, Tây Ban Nha.
| Tên                        | Dân số (2002) |
| Abenójar                   | 1.725         |
| Agudo                      | 2.013         |
| Alamillo                   | 674           |
| Albaladejo                 | 1.541         |
| Alcázar de San Juan        | 26.565        |
| Alcoba                     | 801           |
| Alcolea de Calatrava       | 1.630         |
| Alcubillas                 | 681           |
| Aldea del Rey              | 2.106         |
| Alhambra                   | 1.213         |
| Almadén                    | 6.830         |
| Almadenejos                | 550           |
| Almagro                    | 8.354         |
| Almedina                   | 742           |
| Almodóvar del Campo        | 7.202         |
| Almuradiel                 | 965           |
| Anchuras                   | 414           |
| Arenales de San Gregorio   | 703           |
| Arenas de San Juan         | 1.061         |
| Argamasilla de Alba        | 6.791         |
| Argamasilla de Calatrava   | 5.408         |
| Arroba de los Montes       | 611           |
| Ballesteros de Calatrava   | 556           |
| Bolaños de Calatrava       | 11.374        |
| Brazatortas                | 1.200         |
| Cabezarados                | 379           |
| Cabezarrubias del Puerto   | 624           |
| Calzada de Calatrava       | 4.568         |
| Campo de Criptana          | 13.189        |
| Cañada de Calatrava        | 80            |
| Caracuel de Calatrava      | 159           |
| Carrión de Calatrava       | 2.651         |
| Carrizosa                  | 1.619         |
| Castellar de Santiago      | 2.261         |
| Ciudad Real                | 65.084        |
| Corral de Calatrava        | 1.272         |
| Los Cortijos               | 1.026         |
| Cózar                      | 1.260         |
| Chillón                    | 2.272         |
| Daimiel                    | 17.342        |
| Fernán Caballero           | 1.053         |
| Fontanarejo                | 348           |
| Fuencaliente               | 1.283         |
| Fuenllana                  | 320           |
| Fuente el Fresno           | 3.544         |
| Granátula de Calatrava     | 1.029         |
| Guadalmez                  | 996           |
| Herencia                   | 7.239         |
| Hinojosas de Calatrava     | 722           |
| Horcajo de los Montes      | 1.030         |
| Las Labores                | 678           |
| Luciana                    | 446           |
| Llanos del Caudillo        | 692           |
| Malagón                    | 8.015         |
| Manzanares                 | 17.780        |
| Membrilla                  | 6.601         |
| Mestanza                   | 894           |
| Miguelturra                | 10.595        |
| Montiel                    | 1.673         |
| Moral de Calatrava         | 5.283         |
| Navalpino                  | 294           |
| Navas de Estena            | 404           |
| Pedro Muñoz                | 7.346         |
| Picón                      | 661           |
| Piedrabuena                | 4.759         |
| Poblete                    | 810           |
| Porzuna                    | 3.854         |
| Pozuelo de Calatrava       | 2.602         |
| Los Pozuelos de Calatrava  | 524           |
| Puebla de Don Rodrigo      | 1.327         |
| Puebla del Príncipe        | 1.019         |
| Puerto Lápice              | 1.037         |
| Puertollano                | 50.035        |
| Retuerta del Bullaque      | 1.033         |
| El Robledo                 | 1.084         |
| Ruidera                    | 596           |
| Saceruela                  | 723           |
| San Carlos del Valle       | 1.218         |
| San Lorenzo de Calatrava   | 297           |
| Santa Cruz de los Cáñamos  | 650           |
| Santa Cruz de Mudela       | 4.828         |
| Socuéllamos                | 11.580        |
| La Solana                  | 15.340        |
| Solana del Pino            | 501           |
| Terrinches                 | 976           |
| Tomelloso                  | 30.430        |
| Torralba de Calatrava      | 2.903         |
| Torre de Juan Abad         | 1.381         |
| Torrenueva                 | 3.208         |
| Valdemanco del Esteras     | 281           |
| Valdepeñas                 | 26.796        |
| Valenzuela de Calatrava    | 802           |
| Villahermosa               | 2.559         |
| Villamanrique              | 1.599         |
| Villamayor de Calatrava    | 628           |
| Villanueva de la Fuente    | 2.640         |
| Villanueva de los Infantes | 5.800         |
| Villanueva de San Carlos   | 424           |
| Villar del Pozo            | 100           |
| Villarrubia de los Ojos    | 9.598         |
| Villarta de San Juan       | 2.972         |
| Viso del Marqués           | 3.002         |